# Аділь-Герей II
Аділь-Герей II (*д/н —26 січня 1725) — 5-й шамхал Тарковський з 1719 до 1726 року. Намагався відновити вплив шамхальства у Дагестані, але зазнав невдачі у боротьбі з Російською імперією. Фактично був Аділ-Гереєм I, але тарковські шамхали продовжували нумерацію започатковану за газікумухських шамхалів.

## Життєпис
Син Будая II Великого, шамхала Тарковського. Про молоді роки мало відомостей. 1719 року обирається шамхалом після смерті Умалата I. Того ж року відправив посольство до російського імператора Петра I з заявою про прийняття підданства російська. Також було укладено союз проти шаха Персії. Водночас погодився віддати сина Хасболата в аманати до Терського містечка, але з правом керувати народом аухом-черкесами.
В рамках союзу з Росією у 1722 році тарковськими військами захоплено важливі міста Дербент та Баку. Водночас намагався, використовуючи потугу росіян, підкорити своїй владі увесь Дагестан. В результаті Аділь-Герей схилив жителів Кубачі, Губдена і Карабудахкента, нещодавніх своїх супротивників і противників Петра I, не лише прийняти присягу на вірність Росії, але й видати, якщо необхідно, аманатів. Схилив він до союзу з імператором Петром навіть Сурхан-хана I Газікумухського Він підпорядкував своєму впливу і поставив під свою залежність деяку частину аварців Унцукульского (Койсубулінського) союзу сільських громад, даргінців, акушинців. Водночас намагався отримати від росіян за свою допомогу отримати Дербентське та Бакинське ханства.
У 1722 році до Аділь-Герея II звернувся перський володар Гусейн I, який опинився у складній ситуації внаслідок наступу афганських племен на чолі із Махмудом. Перський шах через родича шамхала — Фат-Алі-хана Дагестані намагався отримати від Аділь-Герея згоду на військовий виступ на боці персів проти афганців. Він надав значне військо Сурхай-хану I, який стояв у Шемахі, задля походу на допомогу перському шаху.
Водночас з початком Перського походу Петра I, росіяни звели фортецю Св. Хреста за 40 км від столиці шамхальства Тарки, створення навколо цієї фортеці поселення донських козаків і вірмен (більше 1000 родин). Такі події викликали невдоволення Аділь-Герея II. Він не приховував свого невдоволення самоправними діями генерал-майора Кропотова в його володіннях і звертався з цього приводу з листами до Петра I. Кропотов прагнув підпорядкувати місцевих ногайців і не допомагав шамхалу підпорядкувати присулакські громади.
Шамхал став готуватися до нападу на фортецю Св. Хреста і, з метою отримати підтримку, налагодив взаємини з османським і сефевидським дворами, а також прагнув залучити на свій бік багатьох азербайджанських володарів. У червні 1723 року про ці приготування доніс росіянам дрібний володар Чопан, який повідомив про антиросійський союз шамхальства з Кайтазьким уцмійством та Газікумухським ханством. З весни 1724 році напруга у відносинах тарковської держави з Російською імперією зростає.
Перед атакою росіян Аділь-Герей в союзі з уцмієм Кайтазьким здійснює спільний похід на Ширван, захоплює Шемаху. Після цього шамхал підтверджує розподіл земель між союзниками: Аділь-Герею повинні були відійти Шемаха (відповідно Ширван)та Баку, Мускур й Шабран — Хадже-Дауд-беку, Куба і Кулхан — Ахмед-хану III, уцмію Кайтазькому, Дербент — майсуму Табасаранському. Після цього перський шах Тахмасп II спрямував війська для підтримки союзників у виконані цих планів. Водночас шамхал намагався переконати Петра I у необхідності передачі йому Шемахи та Баку задля безпеки південних кордонів Російської імперії, але не досяг успіху.
В цій ситуації росіяни вирішили діяти на упередження: у жовтні 1724 року Колегія закордонних справ наказало генерал-майору Кропотову будь-яким чином схопити Аділ-Герея II. Генерал відправив до Тарки свого флігель-ад'ютанта із запрошенням шамхалу на нараду до фортеці Св. Хреста. Спочатку Аділ-Герея відмовлявся, але зрештою погодився зустрітися з російськими очільниками в урочищі Дурвас.
Але незабаром відносини Аділь-Герея II з російськими генералами різко загострилися, розпочалися військові зіткнення. Аділ-Герей, зібравши під своїм командуванням 3-тисячне військо, організував облогу фортеці Святий Хрест, проте захопити її не зміг. У відповідь імператорський уряд зробив енергійні заходи проти шамхала і підриву його впливу в Дагестані. 19 травня 1725 року Сенат наказав коменданту фортеці Святий Хрест схопити Аділ-Герея, перш за все завдяки підкупу його підлеглих. Для таких дій було виділено до 5 тис. карбованців. У випадку невдачі, за будь-яку ціну вбити шамхала. Для виконання цих дій прибув генерал Матюшкин.
За наказом Матюшкина, генерал-майор Кропотов 27 вересня 1725 року розпочав каральну акцію — розорив резиденцію шамхала Тарки, попри відчайдушний спротив сплюндрував Кумторкалі, Іссісу, Кяхулай-Турхан, Амірхангент, Альбергент, Атли-Боюн, Агач-аул, Карабудахкент, Канабур, Гелі, Губдені, Параул, Великі та Малі Казаниші, Мусель-аул, Шуру (майбутню Темір-Хан-Шуру), Капірі-Кумик, Халімбекаул, Капчугай. Російські окупанти палили посіви, вирубували плодові дерева. Кампанія тривала до 13 жовтня.
У цих умовах Аділь-Герей II зробив енергійні кроки з налагодженню союзних стосунків з Кримським ханством й Османською імперією. Для цього він направив до Бахчисараю своїх послів. Кримський хан Менглі-Герай II гарно зустрів послів, але відмовився надати допомогу. Проте така ситуація дозволила османам втрутися у справи Дагестану. Великий візир Ібрагім-паша Невшехірлі запропонував російському резиденту (послу) в Стамбулі І. І. Неплюєву, щоби тарковсько-російський конфлікт вирішив сераскер Сари Мустафа-паша, якому спрямовано султанський наказ виступити з військами з Гянджі до Ширвану. Але Неплюєв відмовився, зазначивши, що такі дії османського військовика призведуть до розриву Стамбульського договору 1724 року. В результаті османі відступили, а шамхал Аділь-Герей опинився в ізоляції.
У середині травня 1726 року було оголошено новий похід проти шамхала. Не знайшовши підтримки від інших дагестанських володарів, ані від кримського хана, османського султана Аділь-Герей напередодні нового походу росіян проти Тарковського шамхальства, бажаючи отримати гарантії збереження свого життя і передачі влади та гідності шамхала своєму спадкоємцю, синові Хасбулоту, фактично — збереження цілосності шамхальства, вступив через своїх посередників в переговори з російським командуванням. До фортеці Святий Хрест прибув Айдемір, Ендиреєвський володар, що просив відкласти похід на три дні, обіцяючи, що сам Аділь-Герей з'явиться у фортецю, а потім вирушить до Санкт-Петербургу для перемовин з імператрицею Катериною I.
Незабаром під гарантії багатьох дагестанських та кабардинських володарів Аділь-Герей прибув до російського табору у Кумторкали, де несподівано для нього самого був узятий під варту, а потім доставлений у фортецю Св. Хрест для утримання під вартою. Тут він перебував до 1727 року. Командувач російських військ на Кавказі В. В. Долгоруков рекомендував царському уряду заслати шамхала куди подалі.
На засіданні Верховної таємної ради, що відбулося 15 серпня 1727 року, було ухвалено рішення відіслати Аділь-Герея та його найближче оточення (3 князів та 17 узденів) до Архангелогородської губернії. З фортеці Св. Хреста колишнього шамхала переправлено до Астрахані, а взимку 1730–1731 року доправлено до поселення Коли на Кольському півострові. Тут він й помер у 1732 році.